# Hymenocystis
Hymenocystis is een geslacht van varens uit de familie Woodsiaceae, dat voorkomt in Oekraïne.
Het geslacht werd na fylogenetische analyse van onder meer Schuettpelz & Pryer (2007), Lehtonen et al. (2011) en Christenhusz et al. (2011) naast Woodsia en Cheilanthopsis in de afgeslankte familie Woodsiaceae geplaatst. Voor andere auteurs maakt het echter nog steeds deel uit van het geslacht Woodsia.

## Soorten
- Hymenocystis caucasica C.A.Mey (1831)
- Hymenocystis fragilis Askerov

Cheilanthopsis · Hymenocystis · Woodsia (incl. Protowoodsia)